# Alexandre Gomes
Alexandre Gomes de Souza Luz (* 24. Juli 1982 in Curitiba, Paraná) ist ein professioneller brasilianischer Pokerspieler. Er gewann 2008 ein Bracelet bei der World Series of Poker und 2009 das Main Event der World Poker Tour.

## Persönliches
Gomes wuchs mit einer älteren Schwester zeitweise bei ihrem Vater in London auf, der bei einem Autounfall ums Leben kam, als Gomes 15 Jahre alt war. In Brasilien spielte er in seiner Kindheit Fußball. Nach seinem Schulabschluss begann er ein Jurastudium an der Universidade Federal do Paraná, das er 2005 abschloss. Gomes lebt in Curitiba.

## Pokerkarriere
Gomes spielt seit Oktober 2006 auf den Onlinepoker-Plattformen PokerStars, Full Tilt Poker und partypoker unter dem Nickname Allingomes. Auf PokerStars gewann er im Mai 2012 ein Event der Spring Championship of Online Poker mit einer Siegprämie von mehr als 280.000 US-Dollar. Insgesamt erspielte er sich mit Online-Turnierpoker Preisgelder von mehr als 1,5 Millionen US-Dollar und gehörte zeitweise dem Team PokerStars an.
Seine erste Geldplatzierung bei einem Live-Turnier erzielte Gomes Ende Oktober 2006 in Mashantucket. Mitte Dezember 2006 belegte er beim Main Event des Circuitturniers der World Series of Poker in Atlantic City den zweiten Platz und erhielt mehr als 200.000 US-Dollar. Ende Juni 2008 war er erstmals bei der Hauptturnierserie der World Series of Poker im Rio All-Suite Hotel and Casino am Las Vegas Strip erfolgreich und gewann ein Turnier der Variante No Limit Hold’em. Dafür setzte er sich gegen 2316 andere Spieler durch und sicherte sich eine Siegprämie von rund 770.000 US-Dollar sowie als erster Südamerikaner überhaupt ein Bracelet. Im Januar 2009 erreichte er beim Main Event des PokerStars Caribbean Adventures auf den Bahamas den Finaltisch und belegte den mit 750.000 US-Dollar dotierten vierten Platz. Im Juli desselben Jahres gewann Gomes im Hotel Bellagio am Las Vegas Strip das Main Event der World Poker Tour und erhielt den Hauptpreis von knapp 1,2 Millionen US-Dollar. Beim Main Event der European Poker Tour (EPT) in Barcelona saß er Ende September 2011 ebenfalls am Finaltisch und wurde Siebter für 185.000 Euro. Ende Mai 2018 belegte Gomes bei einem Super High Roller in Puerto Iguazú den zweiten Platz und sicherte sich aufgrund eines Deals mit drei anderen Spielern das meiste Preisgeld von 150.000 US-Dollar. Seitdem blieben größere Turniererfolge aus.
Insgesamt hat sich Gomes mit Poker bei Live-Turnieren mehr als 3,5 Millionen US-Dollar erspielt und ist damit nach Yuri Dzivielevski und Bruno Volkmann der dritterfolgreichste brasilianische Pokerspieler.